# Recruta
Soldado recruta ou simplesmente recruta é a menor graduação existente na maioria das forças armadas, sendo aquela que é normalmente detida pelos soldados recém recrutados, durante a sua instrução militar básica (a recruta).
A palavra "recruta" tem origem no termo latino "recrescere" (crescer).

## Soldado recruta em vários países

### Brasil

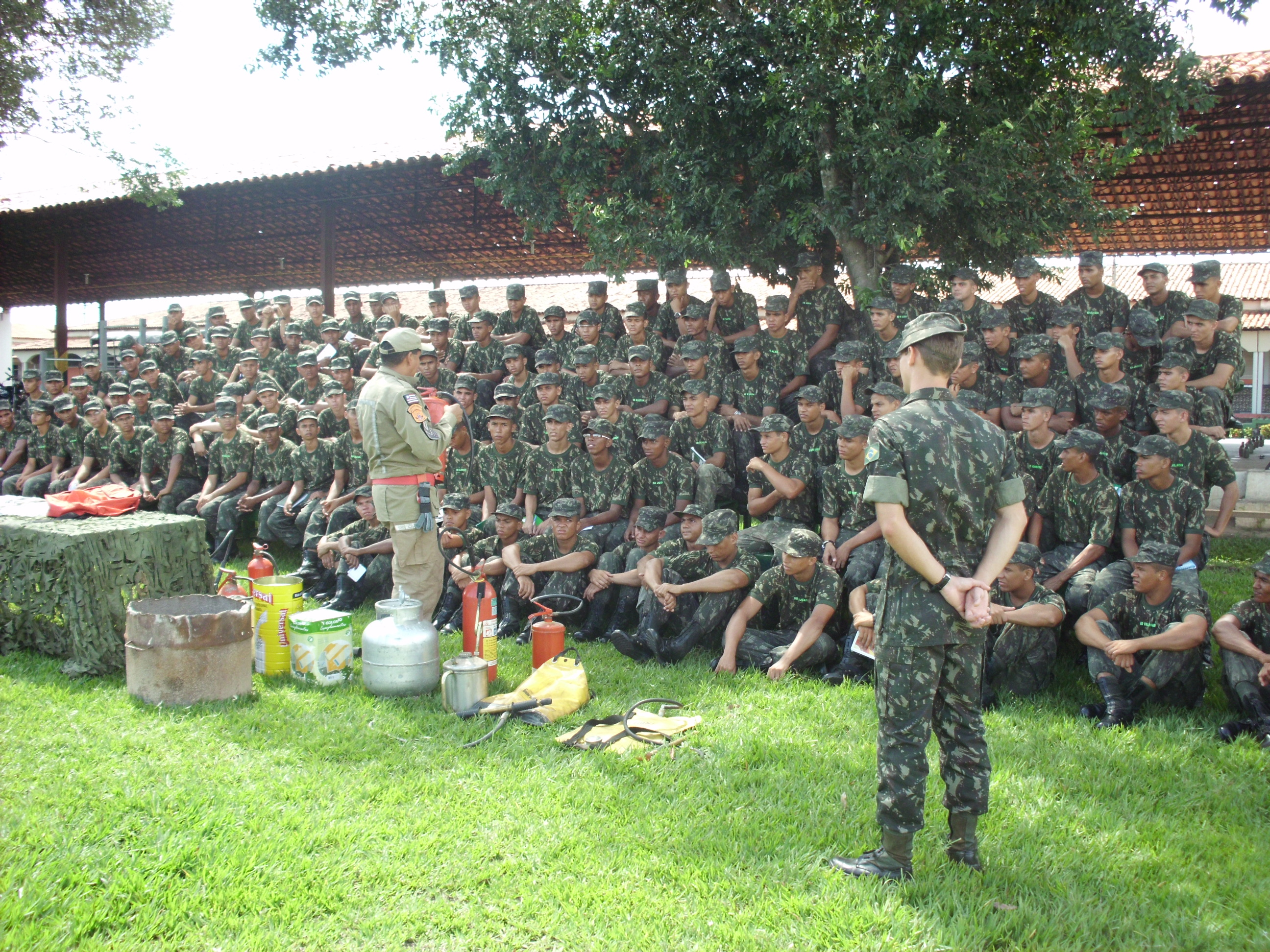
Grupo de Recrutas do Exército Brasileiro em Treinamento

Recruta ("Reco", apelido) é o posto inicial da Carreira - Militar, equivalente ao de Grumete na Marinha.
Correspondendo ao período de estágio - escolar de Aprendizado; quando o civil adquire os chamados "Princípios da Vida - Militar" e/ou o chamado no Exército de "Princípios da Caserna, ou do Coturno", onde o "Raso, o Recruta ou Grumete" se incorpora à Força - Militar - Naval, pois mostrou o seu "Valor - Militar" (segundo a doutrina militar). Em uma celebração de nome do  " Kept - Boina ou Cachangá (Cobertura - Chapéu) " , geralmente é lançada a chamada cobertura(Chapéu) ao ar; sendo então, recebido pela Tropa seja ela Naval e/ou Militar, de forma geral.

### Portugal
Em Portugal, tem o posto de soldado recruta o militar que frequenta a instrução básica (recruta) do curso de formação de praças do Exército, Força Aérea ou Guarda Nacional Republicana. O militar em idêntica situação na Marinha Portuguesa, tem o posto de segundo-grumete recruta. Quando termina a instruação básica e passa à fase de instrução complementar, o soldado recruta ou segundo-grumete recruta é graduado, respetivamente, em soldado ou segundo-grumete.